# Gastprofessor
Gastprofessor ist die Bezeichnung für eine Person, die vorübergehend – für einen Zeitraum zwischen einem und zwölf Semestern – an einer Hochschule als Professor lehrend und forschend tätig ist. Hat der Gastdozent einen Lehrauftrag, spricht man mitunter auch von einem Visiting Professor. 
Im Regelfall sind Gastprofessoren den anderen Professoren als Hochschullehrer weitgehend gleichgestellt: Sie vertreten ihr Fach selbständig in Lehre und Forschung; sie nehmen Prüfungen ab und arbeiten in der akademischen Selbstverwaltung mit, wenngleich sie in den Gremien in der Regel nicht stimmberechtigt sind. Die volle Einbindung in die Verantwortung der Hochschule unterscheidet den Gastprofessor klar vom Lehrbeauftragten und vom Honorarprofessor. Daher ist das Präfix „Gast-“ etwas irreführend. An einigen Hochschulen dürfen sie für die Dauer ihrer Tätigkeit den Titel Professor führen.
Die Gastprofessur ist oft eine Variante der Vertretungsprofessur, bei der eine vakante Stelle vorübergehend besetzt wird, bis ein reguläres Berufungsverfahren abgeschlossen oder solange der eigentliche Stelleninhaber beurlaubt ist.
Ein Gastprofessor kann sein:
- ein Universitäts- oder Hochschulprofessor (häufig aus dem Ausland),
- ein Privatdozent,
- ein Wissenschaftler oder Forscher einer Forschungseinrichtung, eines Forschungsinstituts oder einer Hochschule,
- ein Experte aus der freien Wirtschaft.

## Deutschland
Als Zulassungsvoraussetzung müssen in Deutschland – abhängig vom Bundesland – verschiedene Bedingungen erfüllt sein. In der Regel werden neben der Promotion eine weitergehende nachgewiesene wissenschaftliche Beschäftigung (z. B. Juniorprofessur, Habilitation oder sonstige wissenschaftliche Arbeiten an Hochschulen oder außeruniversitären Einrichtungen) sowie eine pädagogische Eignung gefordert. Es kann sich aber auch um Personen handeln, die als vollbeschäftigter oder teilbeschäftigter Professor befristet tätig sind.
Die Gastprofessur begründet ein reguläres sozialversicherungs- und einkommensteuerpflichtiges Arbeitnehmerverhältnis mit den entsprechenden Lohnfortzahlungs- und Urlaubsregelungen des BAT. Befristete Arbeitsverhältnisse sind nur dann zulässig, wenn es für die Befristung einen sachlichen Grund gibt bzw. wenn die Befristung auf § 14 TzBfG gestützt werden kann, z. B. wenn der Gastprofessor nach Beendigung seiner Gastprofessur in ein reguläres Beschäftigungsverhältnis zurückkehrt. In Ausnahmefällen können Gastprofessoren, die die genannten Kriterien nicht erfüllen, mit einem befristeten Beschäftigungsverhältnis (nach Hochschulrahmengesetz oder Teilzeit- und Befristungsgesetz) eingestellt werden.
Ausländische Gastprofessoren benötigen in Deutschland in der Regel eine Aufenthaltserlaubnis zum Zwecke der Erwerbstätigkeit. Bei entsprechenden zwischenstaatlichen Regelungen sind ausländische Gastprofessoren von der Sozialversicherungs- und Einkommensteuerpflicht in Deutschland befreit und zahlen ihre Beiträge im Heimatland.
Beispiel Baden-Württemberg
Das Landeshochschulgesetz von Baden-Württemberg (LHG BW) regelt die Rechtsstellung von Gastprofessoren in § 55 Abs. 2: Die Hochschule kann jeweils für einen im Voraus begrenzten Zeitraum für bestimmte Aufgaben in Forschung, Lehre, Kunst und Weiterbildung Hochschullehrerinnen und Hochschullehrer anderer Hochschulen oder Persönlichkeiten aus der wissenschaftlichen oder künstlerischen Praxis, die die Voraussetzungen für eine Professur erfüllen, als Gastprofessorinnen oder Gastprofessoren bestellen. § 33 Absatz 2 BeamtStG gilt entsprechend. Sie führen für die Dauer ihrer Bestellung die Bezeichnung »Gastprofessorin« oder »Gastprofessor«; mit Erlöschen, Widerruf oder Rücknahme der Bestellung zur Gastprofessorin oder zum Gastprofessor erlischt auch die Befugnis zur Führung der Bezeichnung »Gastprofessorin« oder »Gastprofessor«.
Anders als im früheren § 81 Universitätsgesetz von 2000 als Vorgängerregelung wird die Mitwirkung in der Selbstverwaltung, einschließlich aktiven und passiven Wahlrechts, nicht mehr ausgeschlossen, sondern den Hochschulen zur Regelung in den Grundordnungen überlassen:
§ 9 LHG BW: 
(1) Mitglieder der Hochschule sind die an der Hochschule nicht nur vorübergehend oder gastweise hauptberuflich Tätigen sowie die eingeschriebenen Studierenden nach § 60 Absatz 1 Satz 1. Mitglieder sind ferner die entpflichteten und im Ruhestand befindlichen Professorinnen und Professoren, die nach § 22 Absatz 4 Satz 2 kooptierten Hochschullehrerinnen und Hochschullehrer anderer Hochschulen, die Honorarprofessorinnen und Honorarprofessoren, die Gastprofessorinnen und Gastprofessoren, die Privatdozentinnen und Privatdozenten und die außerplanmäßigen Professorinnen und Professoren sowie die Ehrenbürgerinnen und Ehrenbürger und Ehrensenatorinnen und Ehrensenatoren; die Grundordnung regelt deren aktives und passives Wahlrecht. […]
(2) Die Mitglieder der Hochschule haben das Recht und die Pflicht, an der Selbstverwaltung und der Erfüllung der Aufgaben der Hochschule in Organen, Gremien und beratenden Ausschüssen mit besonderen Aufgaben mitzuwirken und Ämter, Funktionen und sonstige Pflichten in der Selbstverwaltung zu übernehmen, es sei denn, dass wichtige Gründe entgegenstehen. […]

## Österreich
Die frühere Regelung zu Gastprofessoren, die dem deutschen Modell ähnelte, kann in Österreich für Vertretungsprofessuren seit 2004 nicht mehr angewendet werden. Abgesehen von „geblockten Gastprofessoren“, die ihre Lehrveranstaltungen einmalig am Stück (Blockseminar) durchführen, ist für jede Bestellung eines Gastprofessors, der eine zeitweilig vakante Stelle vertritt, eine Ausschreibung für die Vergabe einer auf bis zu zwei Jahre befristeten Professur gemäß § 99 Universitätsgesetz 2002 erforderlich.